# Козюк Євген Іванович
Євгéн Івáнович Козю́к (17 травня 1939 р., с. Чеснівка, Хмільницький район, Вінницька область) — поет, журналіст, громадський активіст, краєзнавець. Автор 11-ох збірок, співавтор вісьмох, член Національної спілки краєзнавців України, член Національної спілки журналістів України.

## Життєпис
Народився у селянській родині.
1959 року вступив на навчання у Комаргородський технікум, обравши сільськогосподарський фах: відділення агрономії. Після його закінчення працював у колгоспній майстерні, потім завідував чеснівецьким клубом.
Перша стаття вийшла друком в Уланівській районній газеті у квітні 1957 року.
Євген Козюк сприяв поверненню чесного імени репресованого українського поета, письменника Клима Поліщука (1891—1937). Завдяки його старанням у селі Краснопіль, на Житомирщині, було відкрито пам'ятник Климові Поліщукові.
Поет, письменник, журналіст, краєзнавець, громадський діяч, автор поетичних збірок, нарисів про долі простих краян, про історію села Чеснівка та з иншої краєзнавчої тематики, а також 8 книг — у співавторстві, сотні нарисів, публіцистичних статей і розвідок на сторінках міської, районної, обласної та всеукраїнської преси.
За ініціативи Євгена Козюка, голови тодішнього колгоспу, в Чеснівці 1994 року було встановлено єдиний у Хмільницькому районі та у Вінницькій області пам'ятник (бюст) письменниці Лесі Українці.
За сприяння голови колгоспу Євгена Івановича Козюка було асфальтовано дороги по всьому селі Чеснівка.
За ініціативи та сприяння Є. І. Козюка 1989 року в селі Чеснівка на кладовищі було вперше в Хмільницькому районі встановлено пам'ятник жертвам голодомору 1930-их років і встановлено імена померлих (525 осіб).
У травні 2016 року у селі Чеснівка відкрито пам'ятний знак вдовам села та презентовано книгу Євгена Козюка «Безкрилі птахи» (нариси про вдів села Чеснівка, чоловіків яких було репресовано у сталінські часи).
В липні 2018 року Євген Козюк відзначив 60-річчя творчої діяльности. Хмільницька районна бібліотека видала бібліографічний покажчик про життя і творчість під назвою «Моя доля тут, на рідній землі».
Є. І. Козюк вісім років боровся за відновлення пам'яті поета-лірика, журналіста, педагога Валер'яна Петровича Тарноградського (1880 — 1945): писав звернення в районні інстанції, у відділ освіти, домігся встановлення 2002 р. пам'ятника письменникові на його батьківщині : в селі Уланів.
Про Є. І. Козюка вийшло три документальні фільми на телекомпанії «ВДТ-6» і на Житомирській студії («Духовний батько», 1995 рік).
Дружина, Надія Германівна, захоплюється вишиванням. Виховали трьох дітей: Олександра, Лесю та Володимира. Син Козюк Володимир Євгенійович — художник.

## Книги
- Нова пора: Поезії / Є. І. Козюк. / Козюк Є. — Хмільник, 1995. — 45 c..
- Смішинки з чеснівецької торбинки / Є. І. Козюк. — Вінниця: Велес, 2002, 2017. — 68 с.. — ISBN 966-7993-39-6.
- Мереживо мрій і думок [поезія] / Є. І. Козюк; худож. В. Є. Козюк. — Вінниця: О. Власюк, 2003. — 180 с., іл.. — ISBN 966-8413-09-1.
- Над Сниводою. Вірші. Київ: «Оранта». — 2008. — 36 с..
- На крилах долі: вірші, пісні, публіцистика / Євген Козюк. — Вінниця: О. Власюк, 2011. — 88 с.. — ISBN 978-617-535-011-9.
- Дорога життя: публіц., нариси, оповід. і вітання / Євген Козюк. — Вінниця: «Вінницька газета», 2012. — 264 с., іл.. — ISBN 978-966-2257-49-6.
- Чеснівка: історія та сьогодення. /Є. І. Козюк / Козюк Є.. — Вінниця: «Вінницька газета», 2013. — 168 c..
- Чеснівка: історія та сьогодення. /Є. І. Козюк / Козюк Є.. — Вінниця: «Вінницька газета», 2014. — 220 c..
- Між рядків пульсує моє життя. У вінок Кобзареві до 200-річчя від дня народження (Вірші). — 2014. — 60 с.. — іл..
- На хвилях долі. Книга-нарис. — Вінниця. Вінницька газета. — 2015. — 44 с., іл..
- Безкрилі птахи: нариси-спогади / Євген Козюк. — Вінниця: «Вінницька газета», 2016. — 60 с.: фот. — 200 прим. — ISBN 978-966-2257-57-
- Душа горіла коханням в небі. Вірші та нариси. 2019. Вінниця: «Вінницька газета». — 70 с.

## Відзнаки
- грамоти Верховної Ради від комітету аграрної політики та земельних відносин,
- Почесні грамоти та подяки Вінницької облдержадміністрації та обласної ради,
- грамоти та подяки районної влади.